# Vondelpark

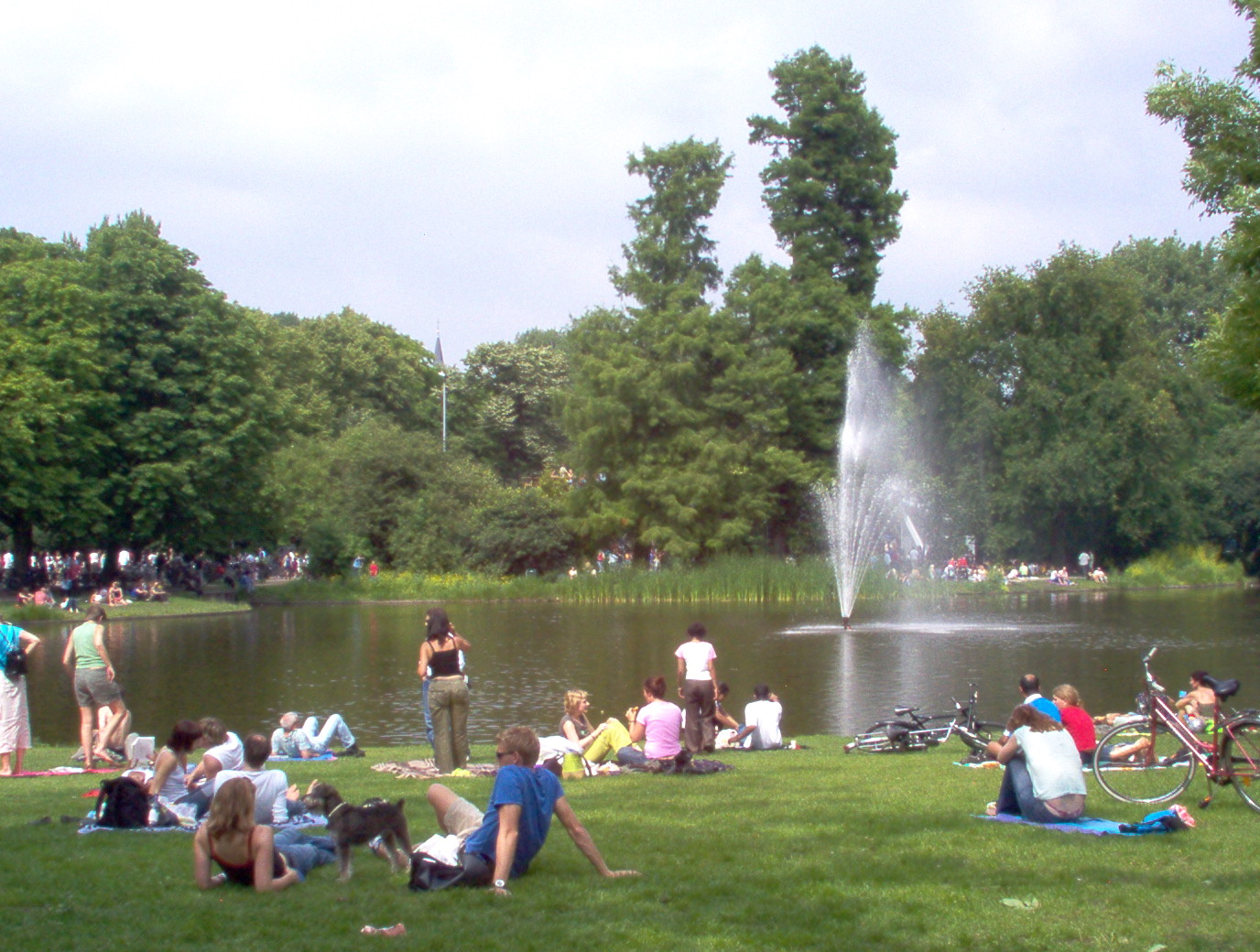
Vondelpark en un día soleado.

El Vondelpark es un parque público de 47 hectáreas de la ciudad de Ámsterdam, Países Bajos. Forma parte del distrito de Amsterdam-Zuid, situado al oeste de la plaza Leidseplein y Museumplein. El parque fue inaugurado en 1865 y se llamó originalmente el "Nieuwe Park", pero más tarde se cambió el nombre a "Vondelpark", en homenaje al escritor del siglo XVII Joost van den Vondel. El parque tiene anualmente alrededor de 10 millones de visitantes. Dentro del parque se encuentra una teatro al aire libre, un parque infantil y varias instalaciones de hostelería.

## Historia
En 1864, se constituyó un comité, liderado por Christiaan Pieter van Eeghen para establecer un parque público, que con la recaudación obtenida logró la compra de un terreno de ocho hectáreas, encargaron su diseño al paisajista J.D. Zocher. El parque se abrió al público el 15 de junio de 1865. El éxito del parque permitió la compra de nuevos terrenos hasta alcanzar en 1877, sus actuales 47 hectáreas.

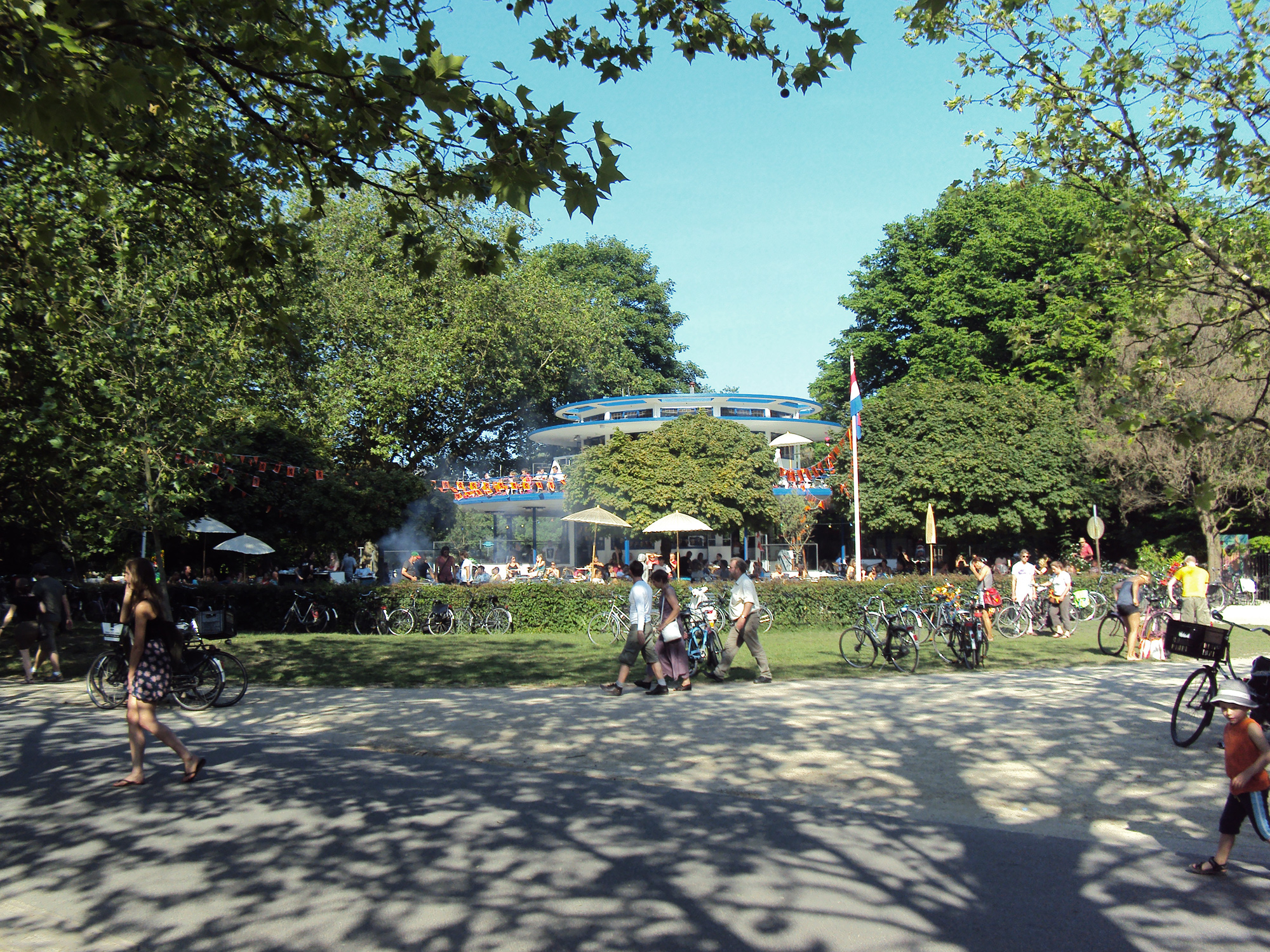
Blauwe Theehuis